# Snavlunda masugn
Snavlunda masugn var belägen en kilometer sydost om Snavlunda kyrka vid ett fall i Torsbroån.
Masugnen uppfördes vid Björkå 1639 av faktorn Anders Nilsson och den drevs från 1642 av honom och hans kompanjon Anders Boij. Den drevs av det strömmande vattnet i Torsbroån som rinner mellan Kyrksjön och Östersjön. På platsen uppfördes senare även en kvarn och ett sågverk och runt om i terrängen kan man hitta slaggvarp. Masugnen och hyttan fick en kort och föga lönsam period, redan under den första blåsningen 1640 ramponerades pipan, och 1649 blev masugnen oduglig efter 3 dygns blåsning. Efter reparation och ombyggnad kunde den åter sättas i drift 1651. Malmen till blåsningen hämtades från bland annat Matsgruvan på Distorpsfältet, Degernäs, Åmme och Västerby gruvor. Degernäs och Distorps järngruvor i Snavlunda började brytas 1637-1638. Distorps gruvor var det största gruvfältet i trakten och låg omkring en och en halv kilometer nordväst om masugnen och räknas numera som en fornlämning De 12 gruvhålen i Distorpsfältet är namngivna och det största gruvhålet heter Davidsgruvan, det näst största är Bergmansgruvan följt av Mariehovs gruvan. Då vattenkraftstillgången var begränsad i Torsbroån uppfördes 300 meter sydväst om masugnen Hagadammen som med hjälp av en dammvall och en vattenränna kunde öka krafttillgången. På grund av skogsbrist i trakten kunde man under 1660-talet bara blåsa hyttan två gånger per år. I början av 1680-talet blev skogsbristen så allvarlig att man tvingades inställa driften. Under 1685 meddelades att Anton von Boij inte tänkte lägga ner hyttan utan starta upp driften igen när skogen vuxit till sig. Redan 1692 ansökte han om att hyttan skulle strykas från tiondelängden då den skulle läggas ner. Den stod sedan öde i flera år innan Privilegiumbrevet för hyttan flyttades över till den nyuppförda Lassåna masugn. 
 

## Fornlämningar och kulturhistoriska lämningar
I en radie på 500 meter från masugnen finns ett flertal fornlämningar, kulturhistoriska lämningar och möjliga fornlämningar som har sitt ursprung i järnhanteringen och bruksverksamheten. 
- Snavlunda hytta och masugn klassas som en fornlämning och består av en ruinkulle i form av en jordkulle som är 9x9 meter och 2 meter hög. Direkt ostnordost om kullen finns en 23x15 meter och 4 meter hög slaggvarp fylld med 1 till 40 centimeter stora slaggstenar av hyttslaggtyp. Den ursprungliga miljön har förändrats kraftigt i samband med att man senare uppförde en kvarn på masugnsområdet.
- Snavlunda kvarn klassas som en fornlämning och består av en kvarngrund, en dammvall, en husgrund, plintstenar och ett kvarnhjul. Av kvarnen återstår i dag grunden som är i stort sett kvadratisk 10x10 meter med en högsta höjd av 2 meter. Grunden består av delvis huggen sten som kan vara upp till 1 meter stora. I ruinens nordöstra del finns en 8 meter lång vattenränna som slutade vid vattenhjulet. I områdets nordöstra del finns ett kvarnhjul upplagt på en sten. I den västra delen av området finns det ett 10 meter långt 6 meter brett dammvall/brofäste av delvis huggen sten som i dag är försedd med en enkel träbro.
- Snavlunda såg/spånhyvel[6] klassas som en kulturhistorisk lämning och består av ett 20x15 meter stort markområde där det finns en närmast kvadratisk, 4x4 meter stor husgrund som är cirka 2 meter hög uppförd av delvis huggna stenar i storleken 30 centimeter till 100 centimeter, dessa har sedan kallmurats. Nordöst om husgrunden finns en 6 meter lång och 1 till 2 meter bred stenkant och norr om denna stenkant finns två fundament, belägna med ca 6 m avstånd. Nordväst om husgrunden finns en bäck som har fått en stensatt kant mot bäckfåran.
- Husgrund från historisk tid lämningen klassas som en kulturhistorisk lämning och består av en husgrund för ett bostadshus och en jordkällare. [7]
- Hagadammen[8] klassas som en möjlig fornlämning, den är belägen cirka 300 meter sydväst om masugnen och består av en 20x6 meter lång och 2 meter hög dammvall i västnordväst-östsydöstlig riktning med två armar på båda sidor av Torsbroån. Den norra är 8 meter lång och den södra är 7 meter lång. Nordväst om dammvallen finns en 20 meter lång vattenränna[9]. Både dammvallen och vattenrännan har ett samband med masugnen som uppfördes 1639. Dammen fungerade som en besparingsdamm.
- Runt Snavlunda finns det ett flertal gruvor, där det största är Distorpsfältet med 12 gruvhål de två gruvområden som ligger inom 500 meters avstånd från masugnen är något mindre. Det västra [10]är omkring 100 x 80 meter och innehåller 2 gruvhål och ett 10-tal skrotstenshögar. Det största gruvhålet är omkring 25 x 10 meter stort med okänt djup. Medan det östra [11] gruvområdet är 65x30-50 meter stort med 3 gruvhål och ett 10-tal skrotstenshögar. Det största gruvhålet mäter 15x10 meter medan de två andra är omkring 8 meter i diameter. I hela det östra gruvområdet finns det flera skrotstens högar.